# Нови Биляри
Нови Биляри (на украински: Нові Білярі) е селище от градски тип в Южна Украйна, Одески район на Одеска област. Основано е през 1946 година. Населението му е около 834 души.